# Le Prince X
Pour plus de détails, voir Fiche technique et Distribution.
Le Prince X (Thin Ice) est un film américain réalisé par Sidney Lanfield, sorti en 1937.

## Synopsis
Lili Heiser, monitrice de skie, travaille dans un hôtel de luxe dans les Alpes suisses. Elle tombe amoureuse d'un homme qui va skier tous les matins en pensant qu'il n'est qu'un simple touriste ordinaire mais il se révèle en fait être un prince qui tente d'échapper aux pressions des étiquettes de la vie royale.

## Fiche technique
- Titre : Le Prince X
- Titre original : Thin Ice
- Réalisation : Sidney Lanfield
- Production : Raymond Griffith producteur associé et Darryl F. Zanuck (non crédité)
- Société de production : 20th Century Fox
- Scénario : Boris Ingster et Milton Sperling d'après la pièce Der Komet de Attila Orbók
- Musique : David Buttolph, Charles Maxwell, Cyril J. Mockridge et Walter Scharf (non crédités)
- Chorégraphe : Harry Losee
- Photographie : Edward Cronjager et Robert H. Planck
- Montage : Robert L. Simpson
- Direction artistique : Mark-Lee Kirk
- Décorateur de plateau : Thomas Little
- Costumes : Royer
- Pays de production : États-Unis
- Format : Noir & blanc - Son : Mono (Western Electric Mirrophonic Recording)
- Genre : Film musical
- Durée : 79 min
- Dates de sortie : 
  - États-Unis : 3 septembre 1937
  - France : 20 octobre 1937

## Distribution
- Sonja Henie : Lili Heiser
- Tyrone Power : Prince Rudolph / Rudy Miller
- Arthur Treacher : Nottingham
- Raymond Walburn : Oncle Dornik
- Joan Davis : Chef d'orchestre
- Sig Ruman : Premier ministre Ulrich
- Alan Hale : Baron
- Leah Ray : Chanteur
- Melville Cooper : Herr Krantz
- Maurice Cass : Comte
- George Givot : Alex
- Greta Meyer : Martha
- Egon Brecher : Portier
- Torben Meyer : Herman, Le chauffeur de Prince
- George Davis : Serveur

Et, parmi les acteurs non crédités :
- Lon Chaney Jr. : Journaliste américain
- Elsa Janssen : Elsa